# ICT標準化・知財センター
ICT標準化・知財センター（ICTひょうじゅんか・ちざいセンター）は、国内のICT分野の標準化に関わる8つの団体によって作られた任意法人。総務省の情報通信審議会の答申を受け、日本の国際競争力を強化することを目的に、2008年7月31日に設立された。英語名称はICT Standardization and Intellectual Property Promotion Centerで、略称はiSIPc（アイシップ）。事務局を情報通信技術委員会の中に置く。

## 主な業務
- 国際標準化の普及・啓発
- 国際標準化戦略の策定
- 国際標準化人材の育成

## 加盟機関
- 社団法人情報通信技術委員会（TTC）
- 情報通信ネットワーク産業協会（CIAJ）
- 財団法人テレコムエンジニアリングセンター（TELEC）
- 財団法人テレコム先端技術研究支援センター（SCAT）
- 財団法人電気通信端末機器審査協会（JATE）
- 社団法人電波産業会（ARIB）
- 財団法人日本ITU協会（ITUAJ）
- 社団法人日本CATV技術協会（JCTEA）